# Ella Ramsay
Ella Ramsay (* 12. Juli 2004 in Ipswich, Queensland) ist eine australische Schwimmerin. Sie gewann eine Silbermedaille bei Olympischen Spielen.

## Karriere
Ella Ramsay ist die Tochter von Heath Ramsay, der 2000 als Schwimmer an den Olympischen Spielen teilnahm. Sie schwimmt für den Chandler Swimming Club in Brisbane.
Im Juni 2022 bei den Weltmeisterschaften in Budapest schied Ramsay über 200 Meter Lagen im Halbfinale aus. Einen Monat nach den Weltmeisterschaften erreichte Ramsay bei den Commonwealth Games in Birmingham das Finale über 200 Meter Lagen und wurde Achte.
2024 konnte sich Ramsay sowohl im Lagenschwimmen als auch im Brustschwimmen für die australische Olympiamannschaft qualifizieren. Bei den Olympischen Spielen 2024 in Paris fand zunächst der Wettbewerb über 400 Meter Lagen statt. Ella Ramsay wurde Fünfte, hatte aber über drei Sekunden Rückstand auf die Medaillenränge. Über 200 Meter Brust schied sie als Zwölfte im Halbfinale aus und lag damit zwei Plätze hinter ihrer Landsfrau Jenna Strauch. Über 200 Meter Lagen erreichte Ramsay als Achtschnellste des Halbfinales das Finale, trat dann aber zum Endlauf nicht an. In der 4-mal-100-Meter-Lagenstaffel schwammen im Vorlauf Iona Anderson, Ella Ramsay, Alexandria Perkins und Meg Harris die beste Zeit. Im Finale waren Kaylee McKeown, Jenna Strauch, Emma McKeon und Mollie O’Callaghan anderthalb Sekunden schneller und erkämpften Silber hinter der US-Staffel und 0,12 Sekunden vor dem Quartett aus der Volksrepublik China. Alle acht beteiligten Australierinnen erhielten eine Silbermedaille.